# Salvador Agra
Salvador José Milhazes Agra (ur. 11 listopada 1991 w Vila do Conde) – portugalski piłkarz występujący na pozycji pomocnika w klubie Boavista FC.